# Bommenahalli, Channarayapatna
Bommenahalli là một làng thuộc tehsil Channarayapatna, huyện Hassan, bang Karnataka, Ấn Độ.